# Philip Dorsheimer

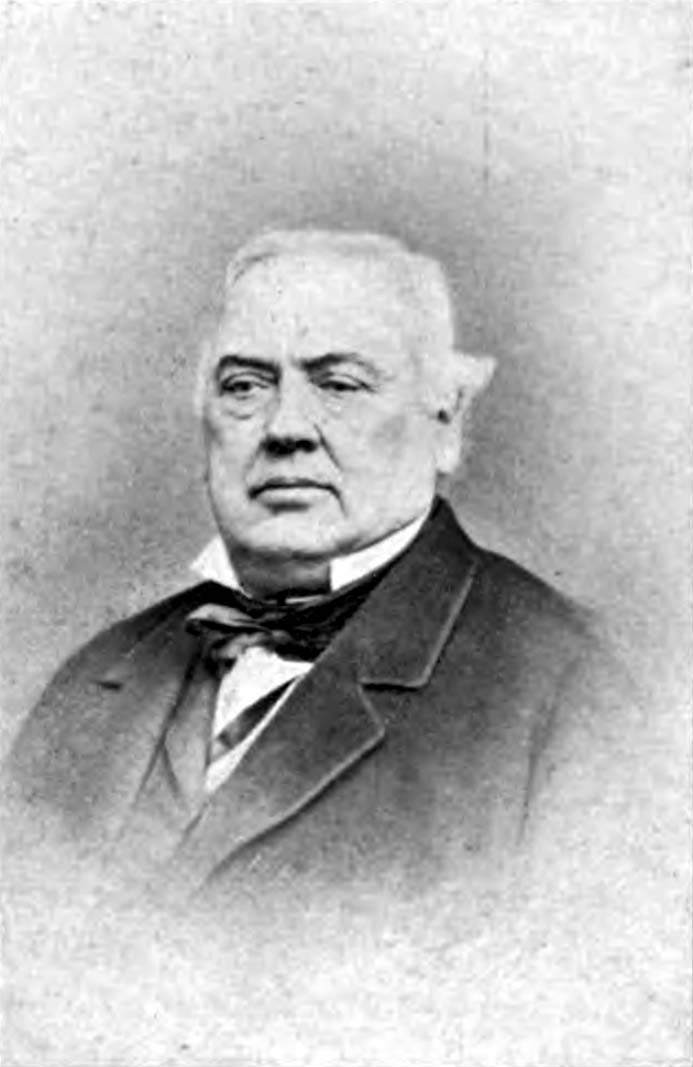
Philip Dorsheimer

Philip Dorsheimer (* 15. April 1797 in Wöllstein, Département du Mont-Tonnerre (heute Rheinland-Pfalz); † 11. April 1868) war ein US-amerikanischer Politiker. Er war von 1860 bis 1861 Treasurer of State von New York. Der Vizegouverneur William Dorsheimer war sein Sohn.

## Werdegang
Über die Jugendjahre von Philip Dorsheimer ist nichts bekannt. Er wanderte 1815 in die Vereinigten Staaten ein und ließ sich dort in Harrisburg (Pennsylvania) nieder. Am 23. August 1821 heiratete er Sarah Gorgas. 1826 zog er nach Lyons (New York) und von dort im April 1836 nach Buffalo (New York). Der Präsident Martin Van Buren ernannte ihn 1838 zum Postmeister von Buffalo. Am 1. April 1845 wurde er durch Präsident James K. Polk erneut zum Postmeister von Buffalo ernannt. Er gehörte der Demokratischen Partei an, schloss sich aber nach der Gründung der Republikanischen Partei dieser Partei an. 1856 nahm er als Delegierter an der Republican National Convention teil. Er wurde 1859 zum Treasurer of State von New York gewählt und bekleidete den Posten von 1860 bis 1861. Danach war er von 1862 bis 1864 als Inland Tax Collector in Buffalo tätig. Seine Amtszeit war vom Bürgerkrieg überschattet.